# 山口智充
山口智充（1969年3月14日—），日本男性搞笑藝人、演員、歌手，出身於大阪府四條畷市。隸屬於吉本興業東京本社旗下。已婚，育有兩子一女。以巧克男孩形象廣為人知。

## 出演

### 電視劇
- 晨間劇（NHK）
  - 明日香（1999年）- 飾演 バタヤン
  - 芋頭、章魚、南瓜（2007年）
  - 阿淺來了（2016年）- 飾演 石川一富美
  - 大姊當家（2016年）- 飾演 谷誠治
  - 飛舞吧！（2022年）- 飾演 梅津勝
- 世界奇妙物語「媽媽新發售！」（2001年，富士電視台）- 飾演 マー坊
- 愛情一本（2004年，日本電視台）- 飾演 住川幸輝
- 木更津貓眼（2002年1月－3月，TBS） - 飾演 山口
- 大河劇 新選組！（2004年，NHK） - 飾演 永倉新八
- 奇蹟動物園〜旭山動物園物語〜（2006年5月13日，富士電視台） - 飾演 坂内禪（主演）
  - 奇蹟動物園2007〜旭山動物園物語〜（2007年5月11日）
  - 奇蹟動物園2008〜旭山動物園物語〜（2008年5月16日）
  - 奇蹟動物園2010〜旭山動物園物語〜（2010年2月12日）
  - 新・奇蹟動物園〜旭山動物園物語2015〜生命接力棒（2015年4月10日）
- 妙廚老爹（2008年8月29日，富士電視台） - 飾演 荒岩一味（主演）
- 我家的歷史（2010年4月9日－11日，富士電視台） - 飾演 力道山
- 鈴木老師（2011年4月－6月，東京電視台） - 飾演 山崎老師
- 華和家四姊妹 第9話（2011年9月4日，TBS） - 飾演 渡邊健太郎
- 假面騎士鎧武（2013年10月6日－2014年9月28日，日本電視台）：飾演 DJ相樂
- 金田一少年之事件簿N (neo)（2014年7月19日－9月20日，日本電視台）：飾演 劍持勇
- 惡女～誰說工作不帥氣？ 第5話・第6話（2022年5月11日・18日，日本電視台）：飾演 三島正則
- 真夏的灰姑娘（2023年7月10日－9月18日，富士電視台）：飾演 蒼井亮

### 電影
- 木更津貓眼 日本系列（木更津キャッツアイ 日本シリーズ，2003年）：飾演 山口
- 深夜裡的彌次先生和喜多先生（真夜中の弥次さん喜多さん，2005年）
- 木更津貓眼 世界系列（木更津キャッツアイ ワールドシリーズ，2006年）：飾演 山口
- 傀儡之城（のぼうの城，2012年）：飾演 柴崎和泉守
- 假面騎士×假面騎士 鎧武 & Wizard 天下決勝之戰國MOVIE大合戰（2013年）：飾演 DJ相樂
- 劇場版 假面騎士鎧武 足球大決戰！黃金果實爭奪杯！（2014年）：飾演 DJ相樂

## 配音

### 日本動畫
- Mind Game（2004年）
- 劇場版 甲蟲王者 邁向偉大的三冠王之路（2005年）：聲演 未來健太郎
- Genius Party（2007年）
- ONE PIECE 3D 追逐草帽大冒險（2011年）：聲演 謝德、巴茲、大鷹

### 海外動畫
- 鲨鱼黑帮（2004年）：聲演 連尼
- 汽車總動員（2006年）：聲演 拖線
- 汽車總動員2（2011年）：聲演 拖線
- 飛機總動員（2013年）：聲演 Bravo

## 外部連結
- 經紀公司個人介紹頁 （页面存档备份，存于）（日語）